# بوني ادامز
بيتي جين بيرس ، عرفت بأسمها الفني جين «بوني» آدمز (7 أغسطس 1921 - 21 مايو 2014)، ممثلة أذاعية و سينما و تلفزيون في الفترة بين 1940 و 1950 .

## روابط خارجية
- بوني ادامز على موقع IMDb (الإنجليزية)
- بوني ادامز على موقع أول موفي (الإنجليزية)
- بوني ادامز على موقع قاعدة بيانات الأفلام السويدية (السويدية)
- بوني ادامز على موقع قاعدة بيانات الفيلم (الإنجليزية)
- بوني ادامز على موقع كينوبويسك (الروسية)